# Diario Femenino
Diario Femenino és el nom d'un diari aparegut el 27 d'octubre de 1968 en llengua castellana. Un diari únic al món que utilitzava mètodes innovadors i anava destinat, en la seva totalitat, a la dona. El creador i editor inicial va ser Víctor Sagi (1968), després passarà a mans de Sebastià Auger (1972) del grup Mundo. Fou ell qui canvià el format del diari i el reconvertí en una capçalera generalista. Inicialment va mantenir el seu nom sota les sigles DF fins a la seva desaparició el 16 de febrer de 1974 donant lloc al naixement d'un nou diari amb el nom de Mundo Diario.

## Origen
Amb l'arribada de la Llei de premsa de 1966, aprovada pel ministre d'Información y Turismo d'Espanya, Manuel Fraga Iribarne, van aparèixer multitud de noves capçaleres. Una d'elles va arribar de la mà de Víctor Sagi Vallmitjana, reconegut publicista. Sagi tenia experiència amb publicacions femenines com ''Ilustración Femenina'', que serà la predecessora que portarà al publicista a crear una publicació diaria destinada a la dona, Diario Femenino.
El diari va ser un pioner. A més d'estar datat alhora a Barcelona i Madrid, utilitza la tècnica del gravat al buit que li proporcionava una millor qualitat de reproducció d'imatges. Però el més rellevant fou que estava destinat a les dones. Així ho explicava el seu primer director, el periodista català Jaime Arias. "Serà el diari de la mare, de les germanes o de la núvia. Per tant, també una cosa nostra [dels homes]".
La seva visió progressista quedava clara amb el seu primer equip de direcció. Jaume Arias n'era el director amb Josep Pernau com a subdirector. La feina de redactora en cap va recaure en mans d'Isabel Cajilde.
El diari era molt crític amb els temes habituals de les publicacions per dones. Cada dia anunciava els reportatges que venien l'endemà i tenia un tractament gens acomodatici. Fins i tot, era en bona part un diari feminista pels redactors i redactores que hi treballaven. A la redacció estaven Maria Eugènia Ibáñez, Lídia Falcón, Marina Bru, Carmen Alcalde, Eliseo Bayo, Miguel Ángel Bastenier, Teresa Rubio, Josep Moya-Angeler i Santiago Vilanova, entre d'altres. Amb firmes com Enrique Rubio, Maria Aurèlia Capmany, Eva Forest, Susana March i Anna Maria Matute. Per la fotografia Sagi disposava d'Oriol Maspons i Julià Peiró. Un diari amb gran part de la seva redacció formada per dones. Quelcom estrany a l'època tenint en compte que en aquell moment les dones només representaven el 12% del sector.
Diario Femenino sortia cada dia amb una edició especial els diumenges. I, sense cap dubte, va suposar un pas endavant per l'ofici de la dona periodista.

## Etapes i directors
Jaume Arias va ser el primer director després d'haver estat treballant a importants publicacions com l'Agencia Mencheta, El Noticiero Universal, ABC, Paramount Films, Hola, Gaceta Ilustrada o La Vanguardia. A part de ser periodista havia exercit com a publicista i relacions públiques, per aquest fet, tenia una bona relació amb les autoritats oficials i amb les elits artístiques i culturals de l'època. A Paramount Films havia exercit d'ambaixador d'estrelles de Hollywood com Sofia Loren o Ava Gardner. Per tot aquest bagatge Victor Sagi va veure en Arias la persona adient per dirigir Diario Femenino.
Sagi tenia l'autoritat, com a editor del diari, d'escollir el director, segons marcava la Llei de Premsa del 66. Però encara era necessari passar el filtre exercit pel Ministerio de Información y Turismo de Fraga Iribarne. Amb la figura de Jaume Arias al capdavant del diari, a més d'escollir una persona de confiança, no despertaria cap suspicàcia i, en cas de rebre algun expedient sancionador, no hi hauria conseqüències gaire greus.
Jaume Arias comptava al seu costat amb l'experiència de Josep Pernau com a sotsdirector, amb gran experiència a Tele/eXpres i, sobretot, El Correo Catalán. L'encarregada de la delegació a Madrid, situada al carrer Bermúdez 66, fou Isabel Cajide qui havia dirigit la revista Artes. Arias va ser el que es va encarregar de portar a les pàgines literàries i d'opinió una important representació del feminisme espanyol amb noms com Ana Maria Matute, Maria Aurèlia Capmany o Carmen Alcalde.
Una sèrie de canvis al capdavant de La Vanguardia van portar a Jaume Arias a ocupar el lloc de cronista especialitzat en temes europeus. Amb la seva marxa, passarà a dirigir el diari el 2 d'octubre de 1969 la redactora Àngels Masó que treballava al diari com a especialista en temes mèdics. El nomenament d'Àngels Masó va suposar un fet històric, fou la primera dona nomenada directora d'un diari des del final de la Guerra Civil.
Masó va ser directora del diari durant dos anys i va reorientar la capçalera cap als continguts més roses. Una oferta de La Vanguardia per cobrir les pàgines de cinema va portar-la a abandonar la direcció l'abril del 71. La direcció va passar llavors a mans d'un periodista amb molt recorregut, Ramón Solanes. Ja l'any 1967 havia sonat com a primer director del diari de Sagi, però durant aquella època Solanes exercia com a director de programes de TVE a Catalunya. Era la mà dreta del responsable de RNE-TVE a Catalunya, Jorge Arandes. El cessament d'Arandes el 1971 va portar a Ramón Solanes a demanar una excedència. En aquell moment va acudir a Sagi qui, sense dubtar-ho, el convertí en director de la capçalera el primer d'agost de 1971.
Ramón Solanes serà el director de Diario Femenino fins a la seva desaparició i reconversió en Mundo Diario. Durant aquesta època tindrà a favor la seva bona relació amb el delegat del Ministerio de Información y Tursimo a Barcelona.
Amb el tancament del registre per crear noves empreses periodístiques, Sebastià Auger va decidir comprar el diari. L'anterior editor havia posat el diari en venda degut a les constants pèrdues i Auger va trobar l'oportunitat per posar en marxa una capçalera. Diario Femenino es traslladà el 19 d'abril de 1972 de les seves instal·lacions a Consell de Cent fins als locals de l'Editorial Mencheta al carrer Llúria 35. Aquell mateix dia va canviar el seu format tradicional.
Auger va canviar el nom de la capçalera a DF el 4 d'octubre del 72 amb la intenció d'ampliar el públic potencial. Mantenint Ramón Solanes a la direcció, DF es convertí en un diari d'informació general i es va començar a tramitar l'expedient per canviar el nom de la capçalera. En aquell moment, DF havia deixat de ser el projecte inicial de Víctor Sagi. La desaparició definitiva de Diario Femenino/DF va ser el 15 de febrer de 1974.

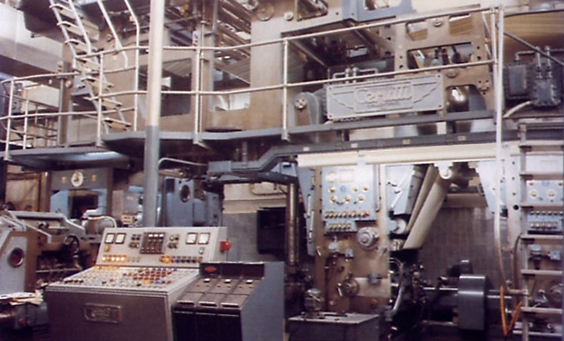
Rotatives de Gráficas Industriales on s'imprimia Diario Femenino

## La censura
Tot i que s'havia derogat la censura prèvia amb la llei de 1966 es continuaven imposant sancions i ordres de segrest de publicacions. La clara vessant feminista de Diario Femenino va portar-li més d'un maldecap al seu primer director, Jaume Arias. El diari combinava la carrincloneria amb l'audàcia d'alguns dels seus reportatges. Aquest fet, tot i ser una bona via d'escapament, no va impedir la sanció per un reportatge/enquesta sobre el divorci sota el títol genèric «Debates en la Redacción». L'article del 24 de novembre 1968 posava en qüestió la necessitat d'una llei del divorci. Durant els anys seixanta posar en dubte una institució sagrada com el matrimoni era considerat un delicte. El reportatge/enquesta proposava una formulació molt clara: divorci sí o no. Els resultats favorables per una nova llei van propiciar un article de Carmen Alcalde, reconeguda feminista.
L'1 de juliol de 1969 Diario Femenino va publicar la resolució de la Dirección General de Prensa en contra de la publicació de reportatges i enquestes sobre el divorci, segons deia l'expedient instruït en contra del director Jaume Arias. L'expedient contra el director de la capçalera es va resoldre amb una infracció lleu, de només 2.500 pessetes, una quantitat insignificant tenint en compte que l'import de les multes rondava habitualment les 50.000 o 250.000 pessetes.
Carmen Alcalde va haver d'abandonar la redacció de Diario Femenino, el què va provocar un moviment de solidaritat per part de les seves companyes que van presentar la dimissió. La capçalera de Víctor Sagi sempre buscava l'equilibri entre allò feminista i femení, perquè el diari no era sols destinat a la dona, sinó a un públic molt més ampli. Per aquesta raó, era molt normal trobar articles mostra del classicisme de la dictadura amb, per exemple, un article d'Eliseo Bayo sobre la revolució sexual a Espanya.

## El Feminisme i Diario Femenino
Víctor Sagi, com a experimentat publicista que va ser, sempre havia buscat aquells productes destinats a la dona. Veia la dona com aquella que podia decantar la balança per comprar un producte o no. D'aquesta manera, va néixer la seva intenció per buscar diferents vies de connexió amb l'audiència femenina.
Diario Femenino fou la culminació d'un projecte on va apostar per aquelles periodistes i plomes més influents del món femení que van formar l'anomenada secció «Nuestro canal» on cada dia s'hi publicaven alguns dels articles més atrevits del diari. Alguns dels primers articles van ser:
- "El sueldo de las amas de casa", de Josefina Carabias, escrit per un número 0 que mai es publicà.
- "Mujer, adjetivo calificativo", de Lidia Falcón, escrit per un número 0 que mai es publicà.
- "El salario del atraso", de Lidia Falcón, per l'edició del 30 d'octubre de 1968.
- "Hay que dar la batalla", d'Eva Forest, per l'edició del 31 d'octubre de 1968.
- "Hijos de padres desaparecidos", de Lidia Falcón, per l'edició del 12 de novembre de 1968.
- "Callar a tiempo", d'Anna Maria Matute, per l'edició del 19 de novembre de 1968.
- "Feminismo y antifeminismo", de Susana March, per l'edició del 24 de novembre de 1968.
- "El objeto mujer, la publicidad y la sociedad del consumo" de Maria Aurèlia Capmany, per l'edició del 27 de novembre de 1968.

## Evolució
Només néixer Diario Femenino va ser presentat com un diari progressista. El seu públic potencial femení s'estimava, segons el Banco Español de Crédito, en 16,75 milions de dones, el què representava el 70 per cent de les dones d'Espanya. El principal problema que va generar la capçalera van ser les constants pèrdues: 22,3 milions de pessetes l'any 1969 i 17 milions el 1970. El capítol de costos de redacció, distribució, industrials i administració del balanç contable a 31 de desembre de 1970 era de 40,8 milions de pessetes. Només la impressió de Diario Femenino representava 15,7 milions anualment, més 6,8 en concepte de paper.
El grup Sagi estava consolidat el 1971 amb una economia forta, però la sagnia de Diario Femenino no es podia mantenir per molt més temps, per això, es decidí posar la capçalera en venda. Víctor Sagi va cercar comprador i el va trobar en la figura de Sebastià Auger. La compra es va formalitzar el 25 de novembre de 1971 i Ilustración S.A. va ser absorbida pel grup Mundo per un preu de 12,5 milions de pessetes, mantenint l'estructura del diari amb Ramón Solanes al capdavant. La venda es va anunciar el dia 2 de desembre avançant que es mantindria l'essència del diari. L'anunci era ben explícit, però amb el temps aquesta idea es va anar desfent. El primer pas va ser l'anunci, tot i que va tardar dos anys, del canvi de nom a Mundo Diario, més endavant el canvi d'instal·lacions i, posteriorment, el nou enfocament al món generalista. Amb Sebastià Auger Diario Femenino/DF va canviar totalment de filosofia. Sols mantenia respecte a l'etapa inicial una bona part de la nòmina de redactors i col·laboradors.

## Aspectes tècnics
Pel que fa a la tècnica, la capçalera de Víctor Sagi fou innovadora. Es va optar per fer el diari amb gravat al buit, una tècnica poc utilitzada pels diaris que permetia que la qualitat de les imatges fos òptima. Amb el canvi de propietari el 1972 es va optar per fer el pas a la tipografia, degut al cost del gravat al buit i les poques possibilitats per incloure informacions d'última hora, això si, es mantenien encara algunes planes al buit. Sempre va conservar la seva taca vermella com a capçalera del diari. El format escollit fou el tabloide (29 x 37,5cm) que es va mantenir fins a l'adquisició d'Auger quan va passar a ser gran foli (600 x 380 mm). La tirada inicial de diari era de 30.000 exemplars, a un preu de 3 o 4 pessetes. Sempre es mantenien les pàgines dins l'interval de 24 a 32 a 5 columnes, tot i que en la seva etapa final era de 16 pàgines a 6 columnes o 28 pàgines a 6 columnes, el format va variar entre 1972 i 1973. S'editava tots els dies per sortir en l'edició del matí.

## Seccions
A part de les seccions d'actualitat tradicionals a la major part dels diaris hi havia una sèrie de seccions que es repetien amb força assiduïtat:
- "Nuestro canal", era la pàgina 11 de Diario Femenino on les diferents representants del moviment feminista hi posaven els seus articles o reportatges curts més crítics.
- "Actualidad internacional"
- "Actualidad local".
- "Moda", notícies sobre moda, que escrivien Teresa Rubio i Marina Bru, amb fotografies sobre passarel·les de moda i peus de fotografia que identificaven senyores de la burgesia catalana.
- "Reportajes".
- "Sucesos".
- "Salut".
- "Juventud y Deportes".
- "Vida social y Problemas de la infancia".
- "Cocina".
- "Programación", amb tota la informació sobre la graella de TVE.
- "Cartelera de espectáculos", amb crítiques cinematogràfiques o teatrals, per exemple, al primer exemplar apareix una crítica dels films 2001 Odiesa en el espacio i Los indiferentes.

## Editors
- Víctor Sagi (1968-1972)
- Sebastià Auger (1972-1974)

## Directors
- Jaume Arias (1968-1969)
- Àngels Masó (1969-1971)
- Ramón Solanes (1971-1974)

## Redactors i col·laboradors
| - Maria Eugènia Ibáñez (reportatges i Nuestro canal). - Isabel Cajilde (redactora en cap). - Lidia Falcón (Nuestro canal). - Marina Bru (moda) - Carmen Alcalde (reportatges i Nuestro canal) - Eliseo Bayo (grans reportatges) - Josep Pernau (sotsdirector) - Miguel Ángel Bastenier (actualitat nacional i internacional) - Teresa Rubio (moda) - Josep Moya-Angeler (joventut i esports) - Santiago Vilanova - Enrique Rubio - Maria Aurèlia Capmany (Nuestro canal) - Eva Forest (Nuestro canal) - Susana March (Nuestro canal) - Anna Maria Matute (Nuestro canal) | - Oriol Maspons (fotògraf) - Julià Peiró (fotògraf) - Conchita Muñoz (reportatges) - Sílvia Ruiz (cuina) - Josep Postius (fotògraf) - Àngels Masó (reportatges i temes mèdics) - Carmen Maluenda (problemes de la infància i vida social) - Conchita Boada (actualitat a Madrid) - Cristina Torra (actualitat a Madrid) - Jesús Bonet (coordinació de successos i espectacles) - Jesús Rovira (compaginador) - Conrado Quiles (compaginador) - Concha Alós (Nuestro canal) - Josefina Carabias (Nuestro canal) - Munsó Cabús (crítica cinematogràfica) - Sara Masó i Maristany |